# 连徐客运专线
连徐客运专线是中华人民共和国江苏省一条连接连云港市与徐州市的高速铁路，全长约179.589公里，设计时速350km/h，是“八纵八横”高铁通道规划中陆桥通道的一部分，並行既有線路為陇海铁路连云港-徐州段。由中国铁建股份有限公司所属中铁第四勘察设计院集团有限公司（铁四院）设计。2021年2月8日建成通车。

## 历史
2016年11月5日，连徐客运专线先导段开工建设。
2017年7月7日，连徐客运专线建设动员会在徐州召开。
2017年8月30日，连徐客专施工全面展开。
2021年2月8日，连徐客运专线开通运营。

## 线路
当前线路由连云港站引出，分别通过东海、新沂和邳州，最终接入后马庄站（后马庄站至徐州东站利用徐宿淮盐铁路线路）。连徐客运专线共设车站7座：连云港站、东海县站、新沂南站、邳州东站、大许南站（预留站）、后马庄站和徐州东站。

全线均位于江苏省境内。
| 车站名称     | 所在区域 | 所在区域 | 启用日期      | 连接铁路                                   | 城市轨道交通换乘路线 |
| ------------ | -------- | -------- | ------------- | ------------------------------------------ | -------------------- |
| 连徐客运专线 |          |          |               |                                            |                      |
| 徐州东站     | 徐州市   | 贾汪区   | 2011年6月30日 | 京沪客运专线 郑徐客运专线 徐宿淮盐城际铁路 | █ 1号线              |
| 后马庄站     | 徐州市   | 鼓楼区   | 2021年2月8日  |                                            |                      |
| 大许南站     | 徐州市   | 铜山区   | 2021年2月8日  |                                            |                      |
| 邳州东站     | 徐州市   | 邳州市   | 2021年2月8日  | 陇海铁路                                   |                      |
| 新沂南站     | 徐州市   | 新沂市   | 2021年2月8日  |                                            |                      |
| 东海县站     | 连云港市 | 东海县   | 2021年2月8日  | 陇海铁路                                   |                      |
| 连云港站     | 连云港市 | 海州区   | 1925年        | 陇海铁路 青盐铁路 连镇客运专线             |                      |

## 技术标准
- 铁路等级：客运专线。
- 正线数目：双线。
- 限制坡度：一般路段12‰，困难路段20‰。
- 路段旅客列车设计行车速度：350公里/小时，局部限速。
- 最小曲线半径：一般路段7000米，困难路段5500米。
- 牵引种类：电力牵引。
- 到发线有效长度：
- 闭塞类型：自动闭塞。

## 争议
在连徐客运专线可行性研究审查期间，采用何种标准建设成为较大争议内容。江苏省铁路办副主任俞强认为应当按照250km/h标准建设，而上海铁路局则批准以350km/h标准建设，并得到李克强总理认可。最终，连徐客运专线按照350km/h标准建设。
由于连徐客运专线的建设时间节点远远晚于亚欧大陆桥其他区间，且地处平原地区的连徐段并不存在其他区间的自然困难条件，有部分民众认为这反映了江苏省高铁建设存在严重拖延情形。